# 郑韩故城
郑韩故城遗址位于河南省新郑市市区，双洎河与黄水河交汇处一带，是春秋战国时期郑国及韩国都城的遗址。

## 城垣
郑韩故城城垣平面呈不规则形，周长19公里，面积在16平方公里以上，分为东城和西城，中间由隔墙分开。其中西城为宫城，主要为宫殿区和大多贵族府邸；东城为郭城，面积较大，分布着郑国贵族墓葬区、手工业作坊区、居住区、宗教礼仪性祭祀区等。距《左传》、《史记》等古籍记载，郑国都城有14处城门，现今残存的郑韩故城城墙有20处缺口，其中多处应为城门位置。
2017年2月，考古学家在东城北城门遗址考古发掘中，首次发现城门和瓮城。

### 郑国宫城
郑国宫城位于西城，今阁老坟村一带，坐西向东，发现部分地下的春秋时期夯土建筑基址。除此之外，在该村的西部仍保存有一处地面夯土高台建筑基址遗存，俗称“梳妆台”，南北长135米，东西宽80米，高8米。台上有陶井圈构筑的水井，以及埋入地下的陶排水管道。在台基外地下发现夯土筑成的围墙遗迹。郑国的祖庙和社稷遗址主要分布在东城，发现多处与祭祀有关的青铜礼器坑和乐器坑。

### 韩国宫城
韩国宫城亦在阁老坟村周围，面积较郑国宫殿区扩大，朝向改为坐北朝南。夯土建筑基址遗存较多，其中面积小的数百平方米，大的上万平方米。另外发现有“地下冷藏”遗址、灰坑、窖穴、水井等遗存。宫城墙用红粘土夯筑，宽约15米，墙外侧有壕沟，宽15米，深约5-8米。

### 手工业遗址
郑韩两国的手工业在春秋战国时期较为发达，《战国策·韩策》中有“天下强弓劲弩皆从韩出”的记载。郑韩故城内外，发现有铸铜遗址、冶铁遗址、制骨遗址、制陶遗址、制玉遗址、缫丝作坊遗址、铸币遗址等，大多分布于东城，个别位于西城或城外。

## 墓葬

### 郑国墓葬
目前发现两处郑国贵族墓地，一处为1923年发现的李家楼郑公大墓，出土有包括莲鹤方壶在内的精美青铜器（新郑彝器）。新郑彝器出土后引起轰动，被押运到当时的省会开封，交由河南古物保存所收藏，即河南博物院的前身，新郑彝器也成为了河南博物院的第一批藏品。之后历经战乱，这批青铜器目前分别藏于河南博物院、故宫博物院、中国国家博物馆和国立历史博物馆等处。

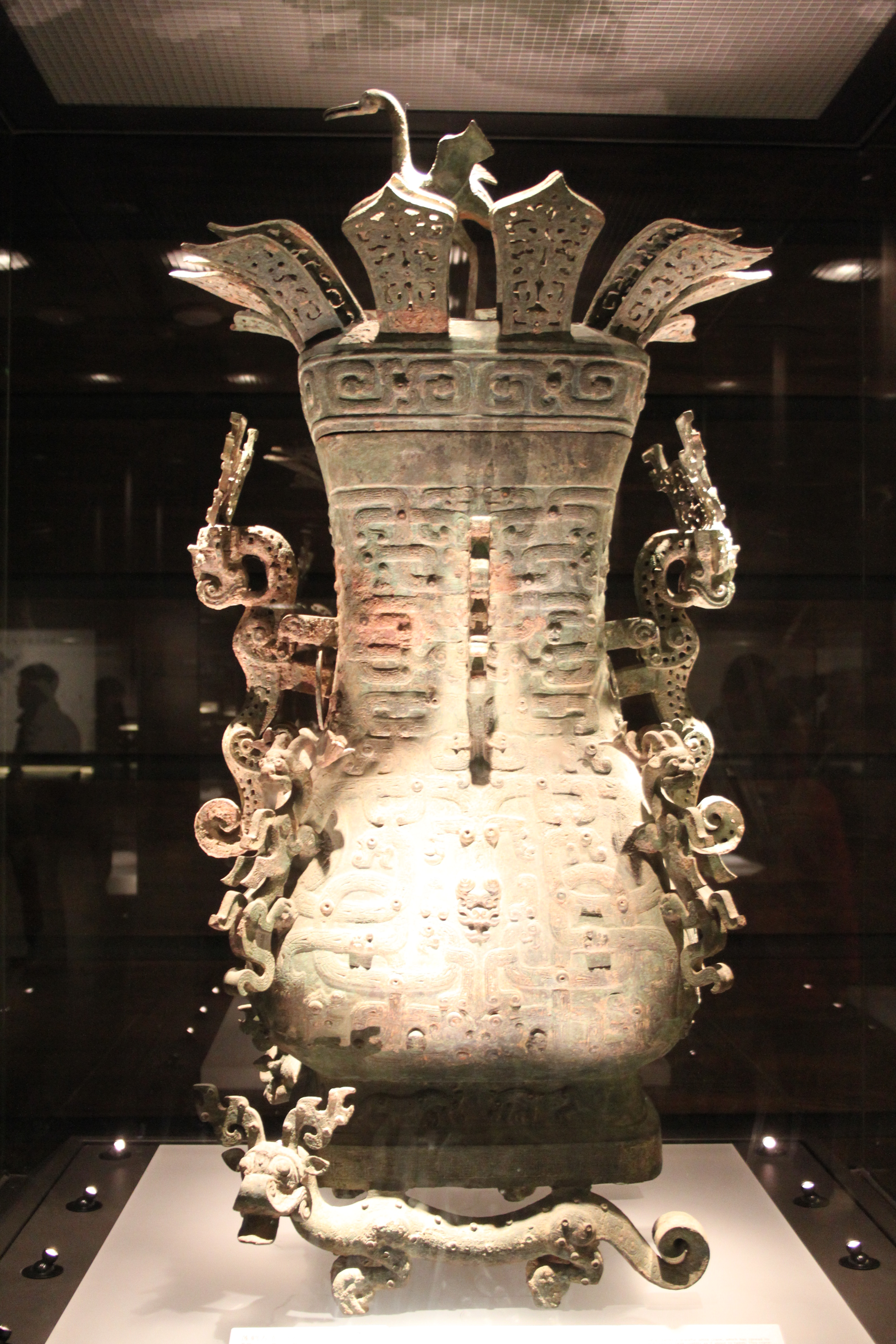
莲鹤方壶，1923年李家楼郑公大墓出土，河南博物院馆藏（另一件藏于北京故宫博物院）
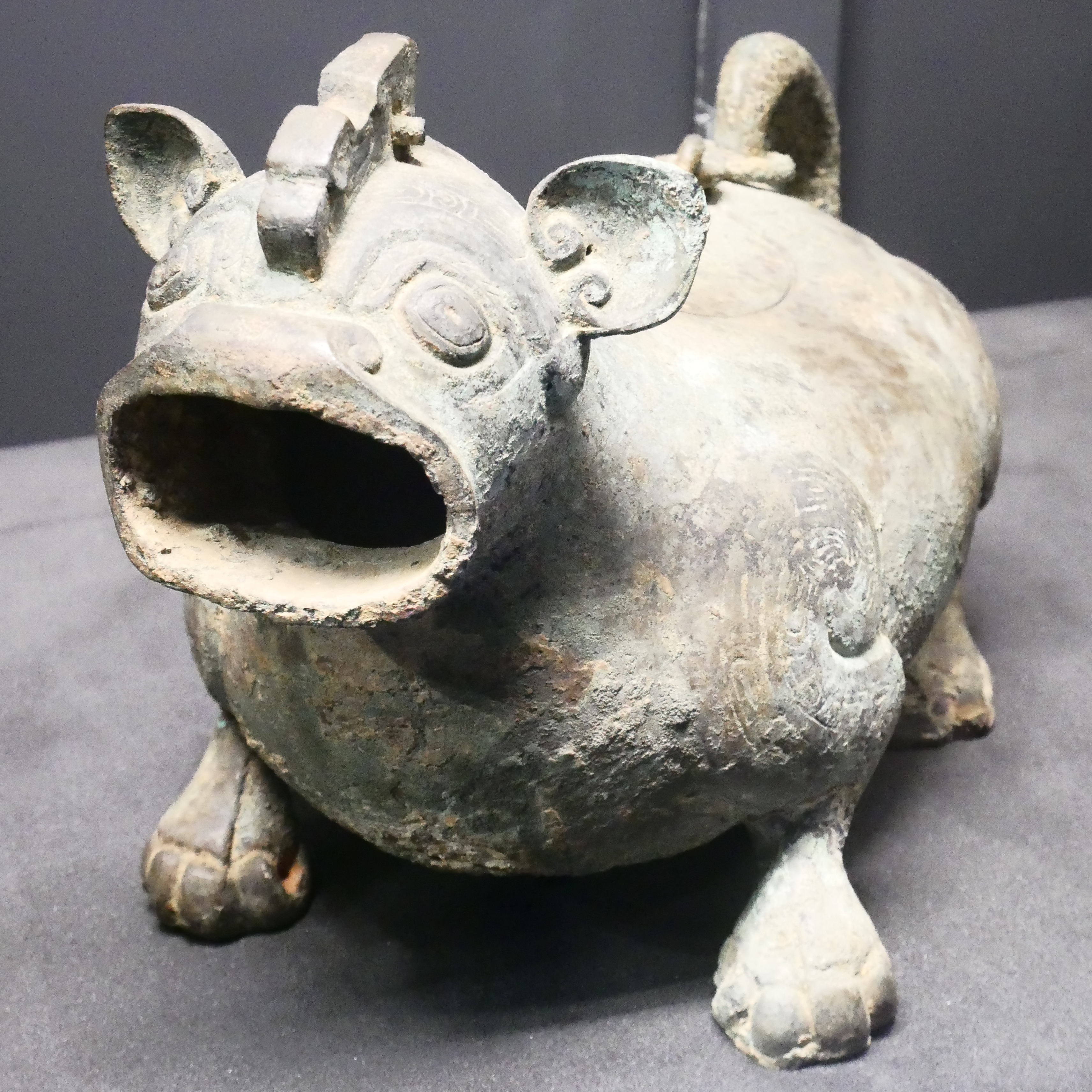
虎形尊，1923年李家楼郑公大墓出土，国立历史博物馆馆藏
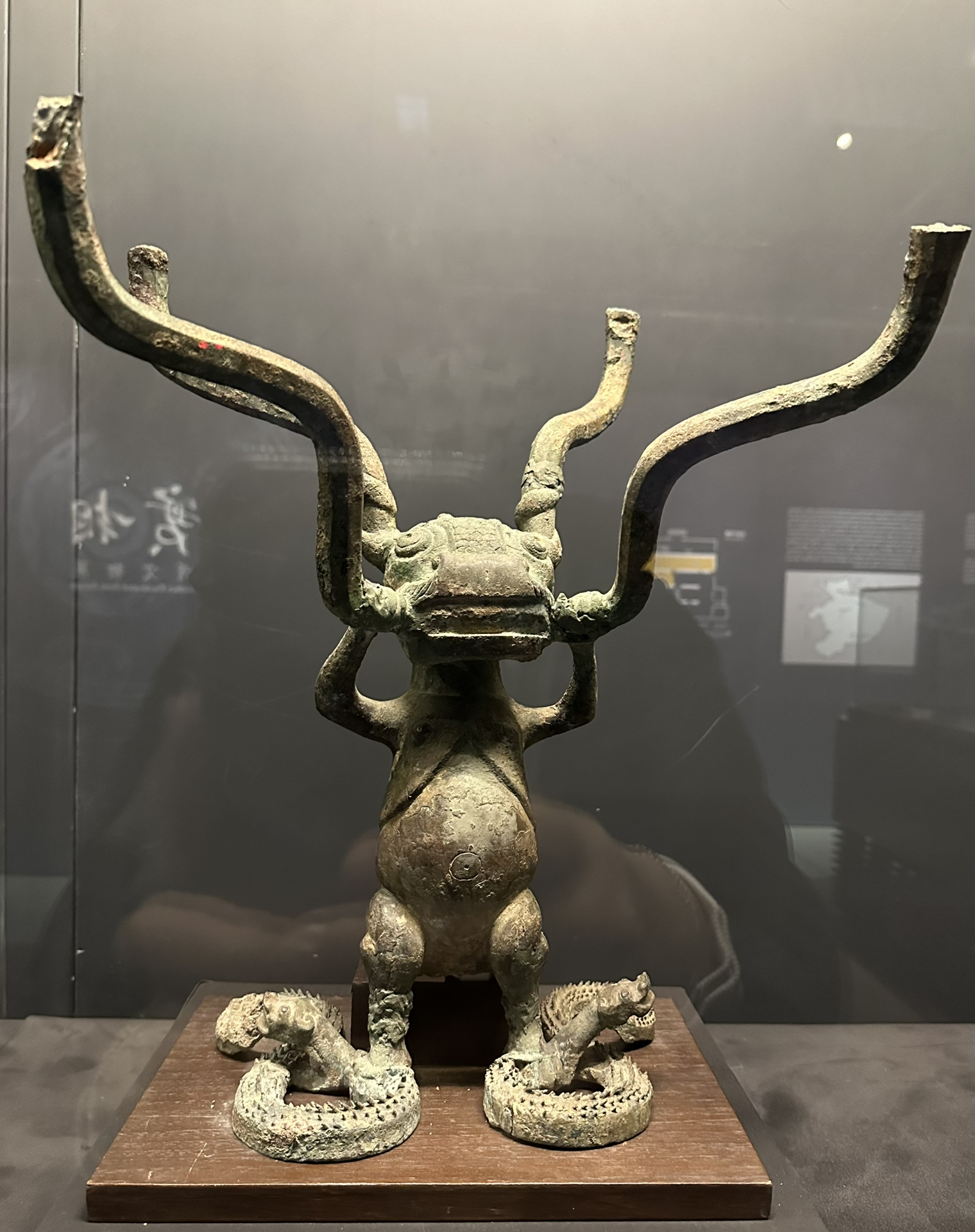
獸形器座，1923年李家楼郑公大墓出土，国立历史博物馆馆藏
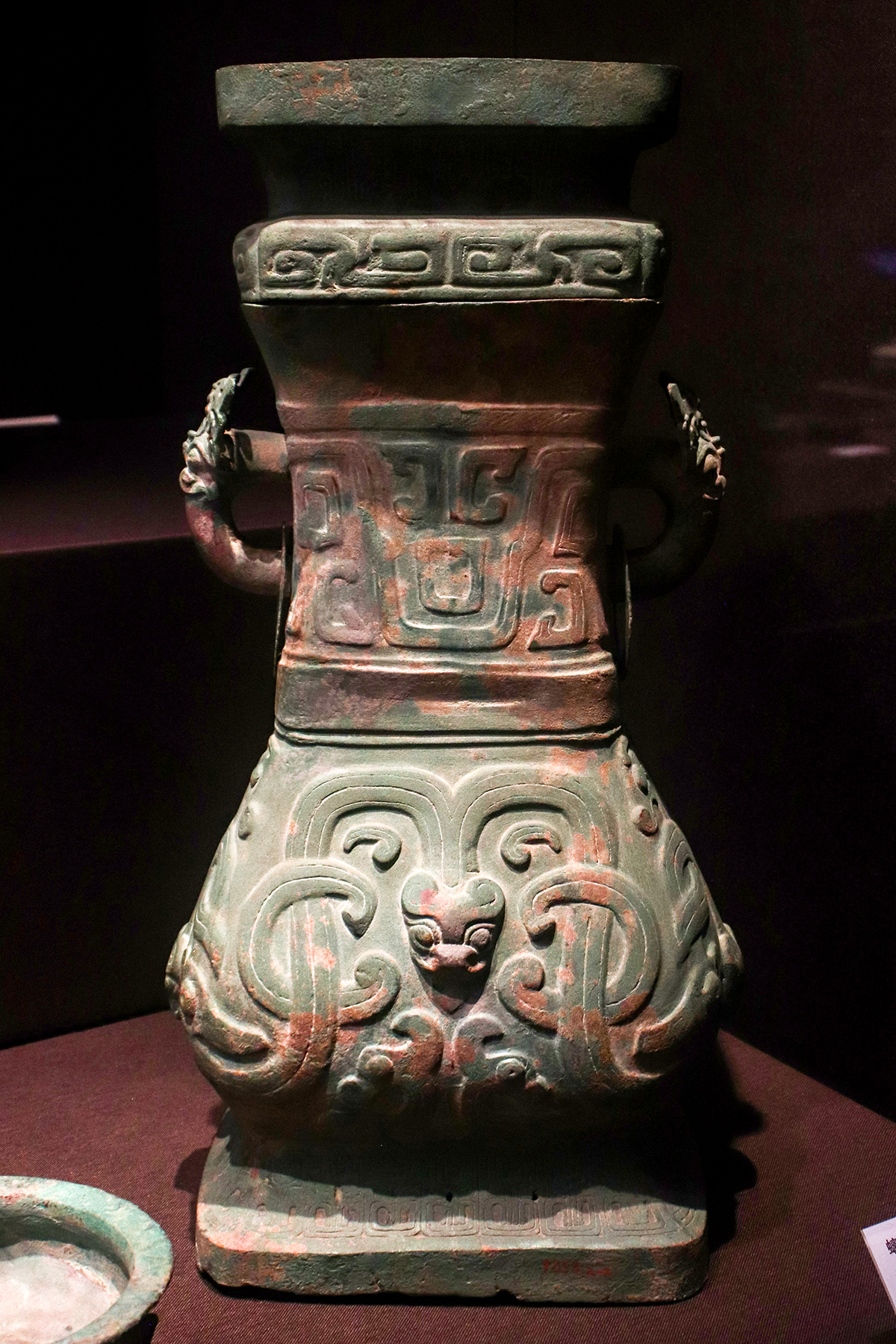
螭龙纹带盖铜方壶，1997年出土，郑州博物馆馆藏
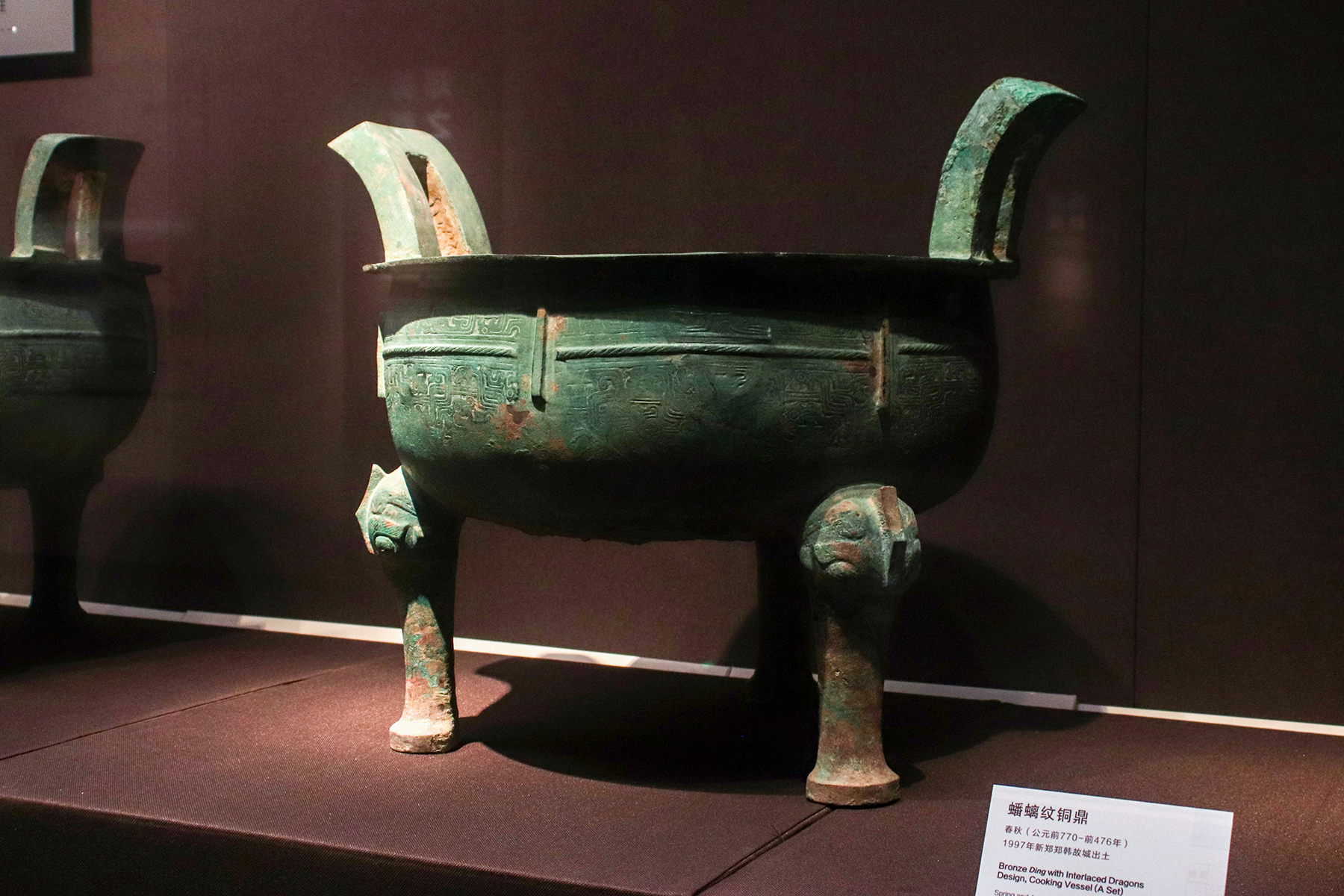
蟠螭纹铜鼎，1997年出土，郑州博物馆馆藏
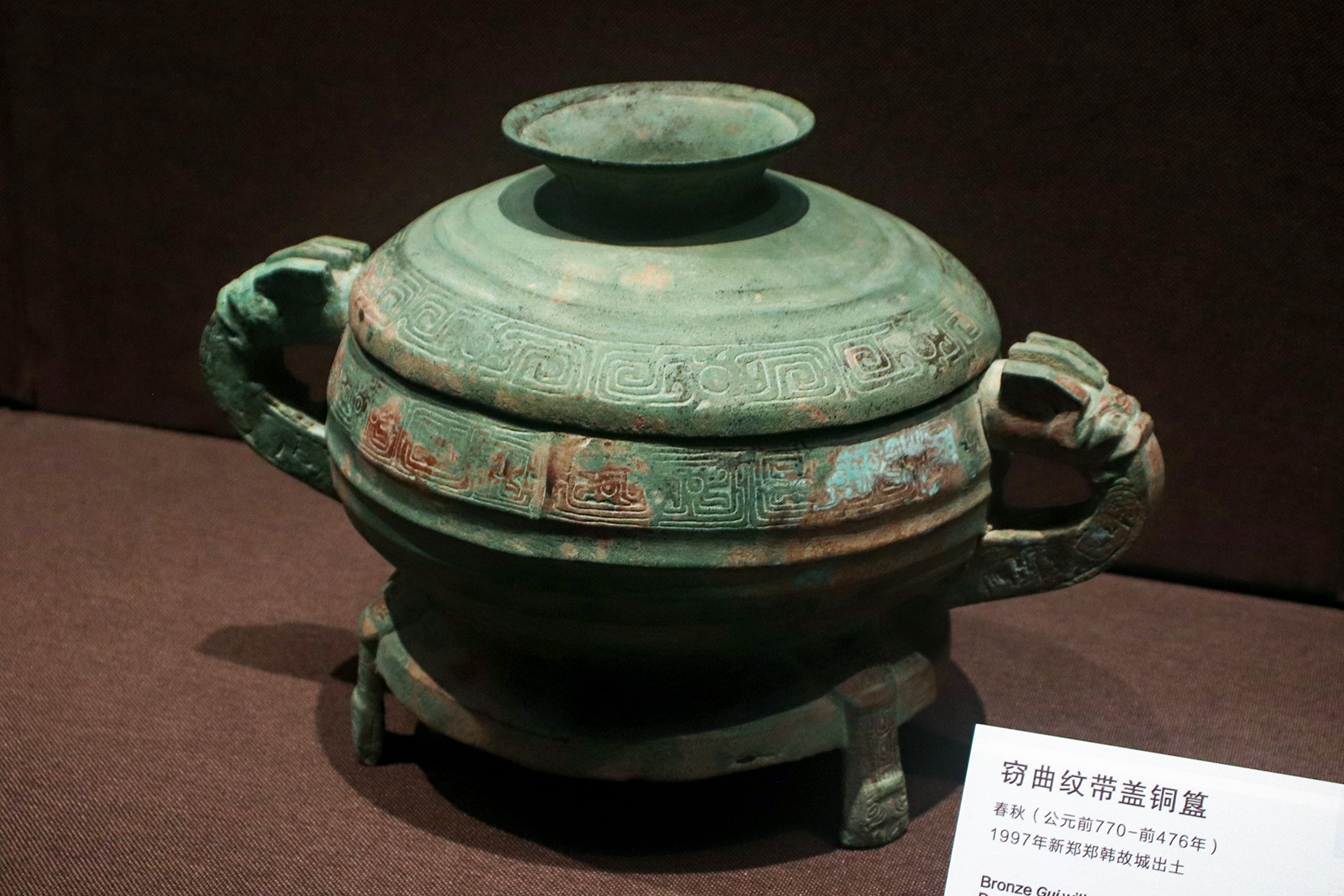
窃曲纹带盖铜簋，1997年出土，郑州博物馆馆藏

另一处为后端湾郑国贵族墓地，在16万平方米范围内分布有3000余座古墓葬。其中中型以上墓葬206座，长宽在15米以上的墓葬有14座，长宽超过20米的特大型墓有4座，另有23座大中型车马坑。2003年8月，于后端湾墓地发掘出一座郑公大墓（一号坑），平面呈“中”字形，南北总长45米。墓室长13.9米，宽10.95米，深7.5米，带双斜坡墓道，为首次发现带双斜坡墓道的春秋诸侯墓，墓道上拆葬车辆45辆。发掘的一座车马坑，东西长10.4米，南北宽8.4米，深5米，拆葬车22辆，殉马40余匹。
2017年2月，开始对一号坑西侧的三号坑进行考古发掘，该车马坑南北长约12米，东西宽11米。坑内发现4辆车，以及122匹马的骸骨。其中1辆为安车，车顶有纹路呈方格状的彩席遗痕，纹饰上遗留有红、黑、褐等多种颜色，车轮上辐条达26根，为郑韩故城遗址中发现的形制最大、装饰最豪华的马车。郑国三号车马坑作为郑韩故城遗址考古的一部分，也因此被评为2017年度全国十大考古新发现。

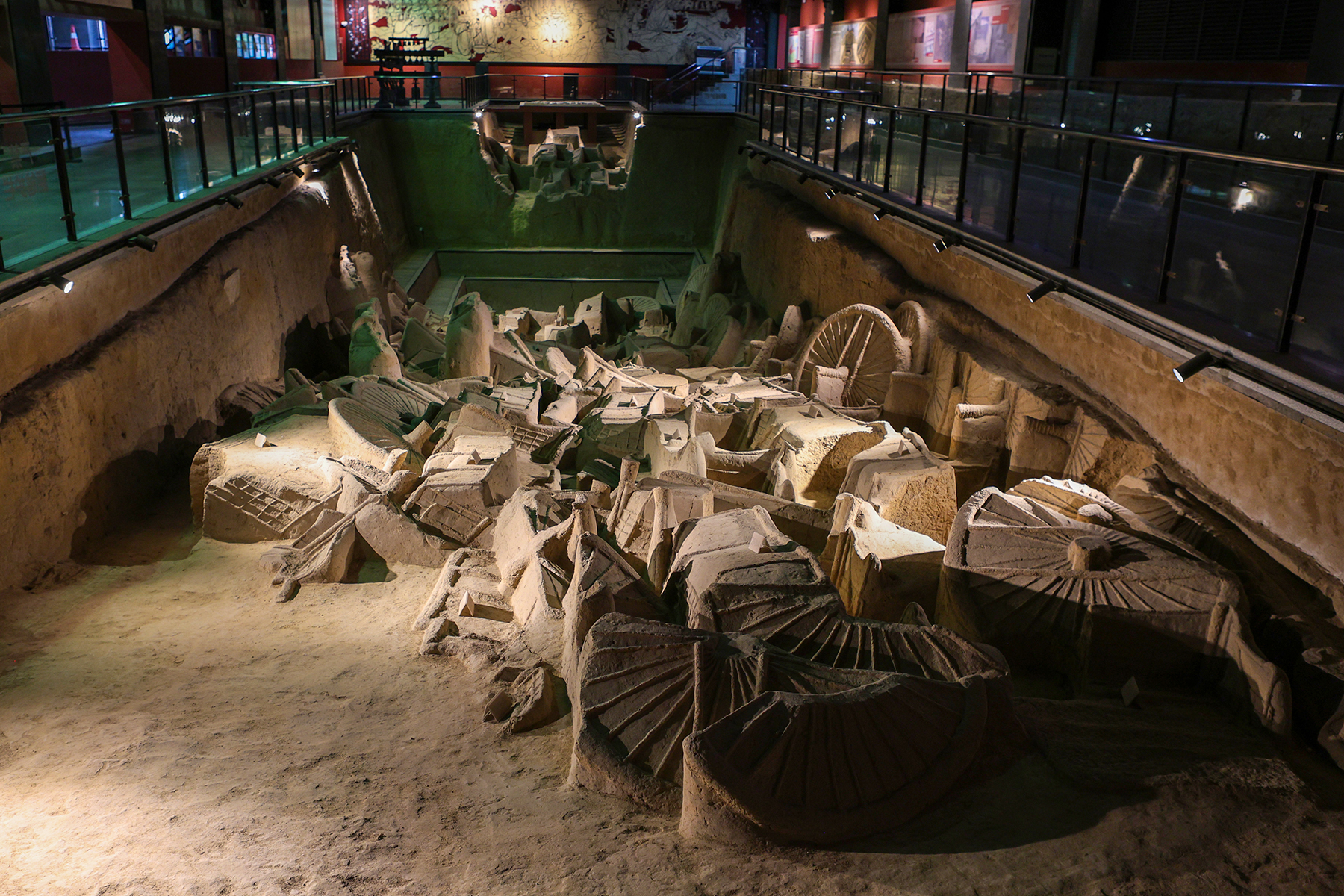
一号坑的斜坡墓道
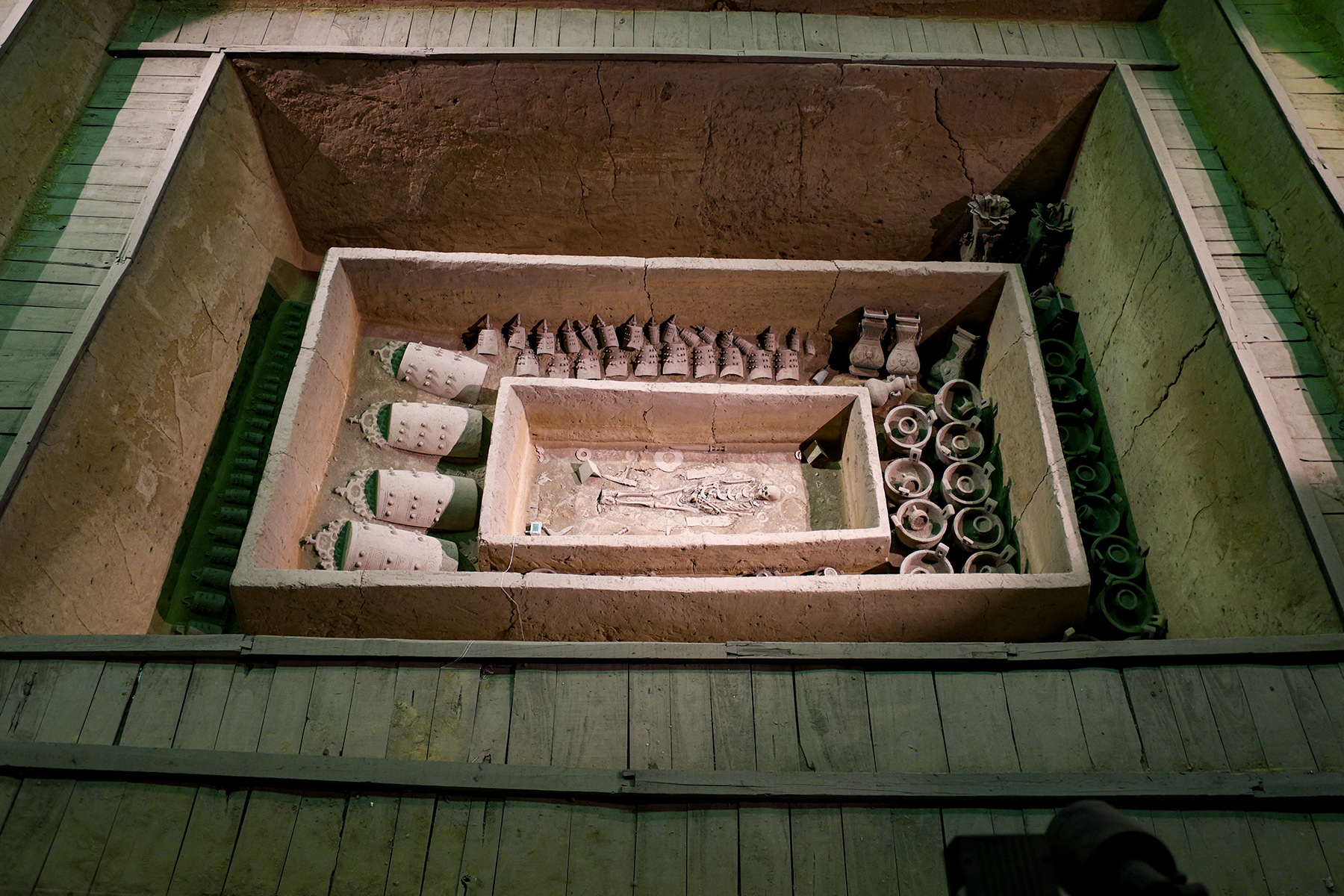
一号坑墓室
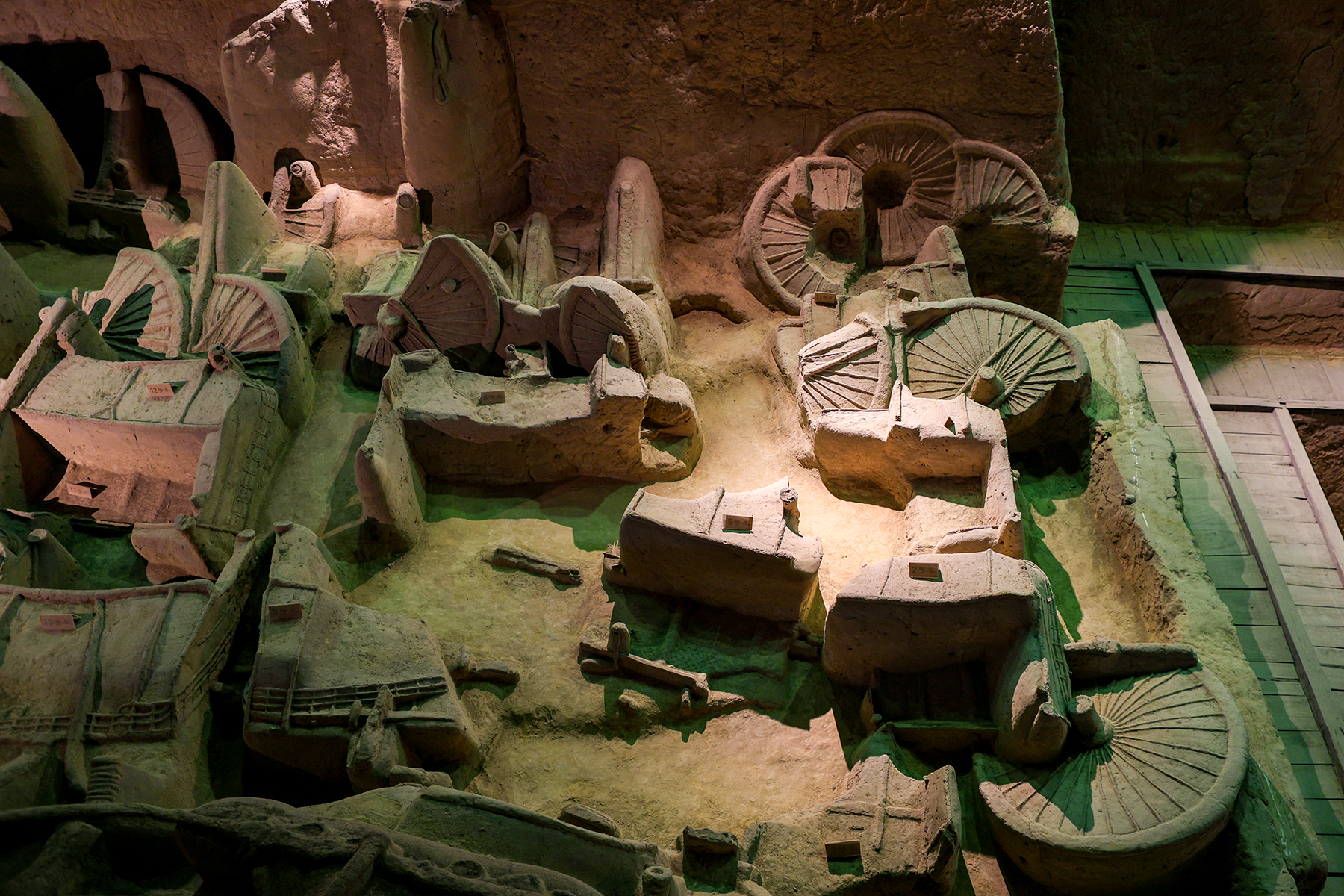
一号坑墓道上拆葬的车辆
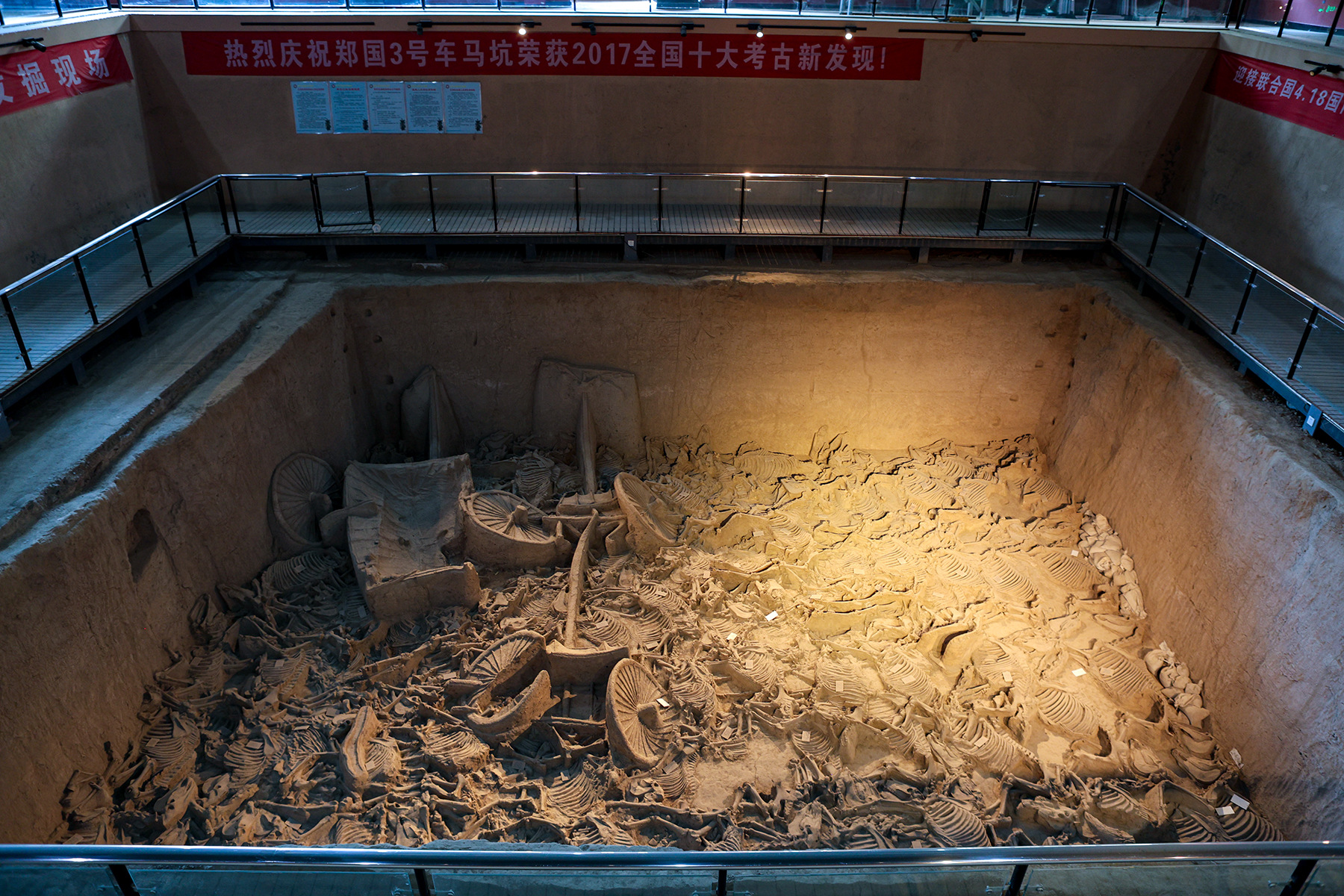
三号坑

### 韩国墓葬

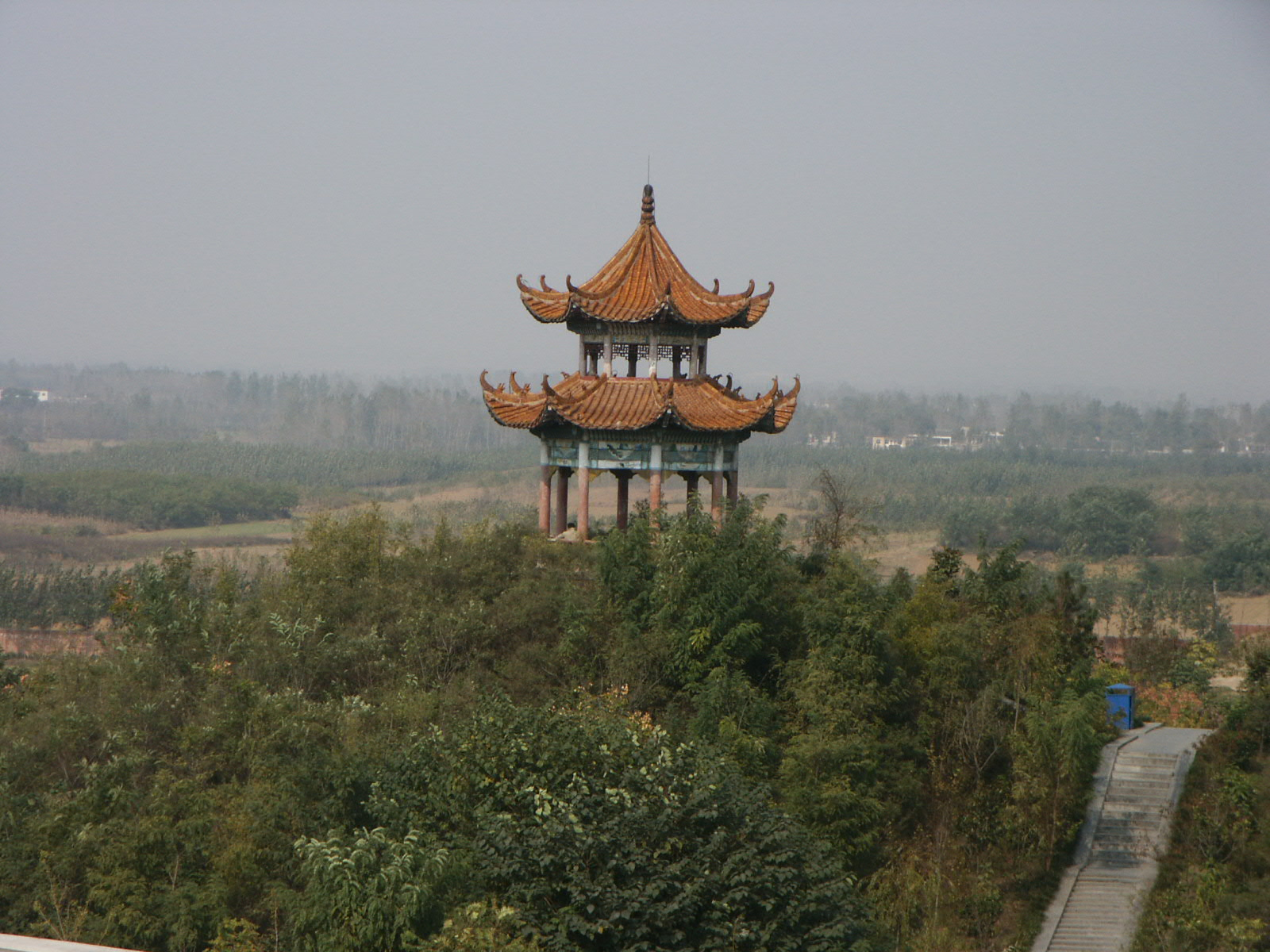
西亚斯国际学院内的一处韩王陵

韩国王室的墓地分布于郑韩故城外的周围地区，目前已查明的韩王陵及韩国王室墓共有11处陵区28座陵墓，分布在许岗村、王行庄村、西亚斯国际学院内等地。这些墓葬均为南北向，平面多为“中”、“舟”、“甲”字型，并多带有陪葬坑。王陵及陪葬墓均有高大土冢，部分墓冢上有建筑遗迹。

## 保护情况

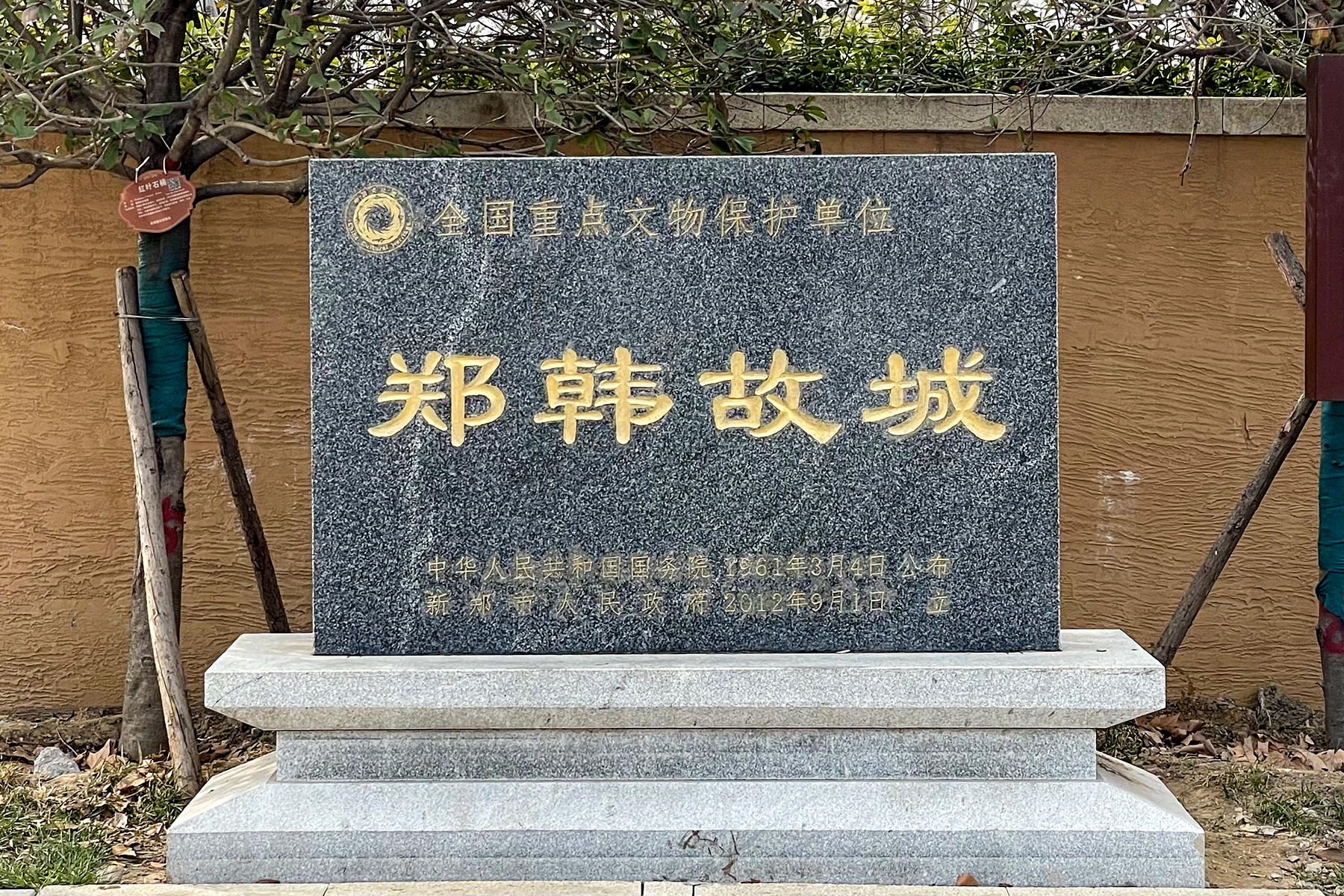
郑韩故城的全国重点文物保护单位标示牌

1961年，郑韩故城被公布为第一批全国重点文物保护单位。1964年后勘察发掘。2006年5月，韩王陵被公布为全国重点文物保护单位，归入郑韩故城。
2013年12月，郑韩故城考古遗址公园获国家文物局批准立项。2017年12月2日，国家文物局在浙江慈溪召开国家考古遗址公园现场工作会，郑韩故城作为第三批12家国家考古遗址公园。